# Mychajlo Kozak
Mychajlo Stepanovyč Kozak (in ucraino Михайло Степанович Козак?; Milovice, 20 gennaio 1991) è un ex calciatore ucraino, di ruolo centrocampista.

## Carriera

### Club
Ha sempre giocato nel campionato ucraino, alternandosi tra la massima serie e la seconda divisione, fatta eccezione una breve parentesi in Georgia con il Shevardeni-1906.

### Nazionale
Ha giocato nelle nazionali giovanili ucraine Under-17, Under-18 ed Under-19.